# اسلوالکو
اسلوالکو (انگلیسی: Slovalco) شرکت آلومینیوم در اسلواکی است، که در سال ۱۹۹۳ تأسیس شد.